# Пурда (релігія)

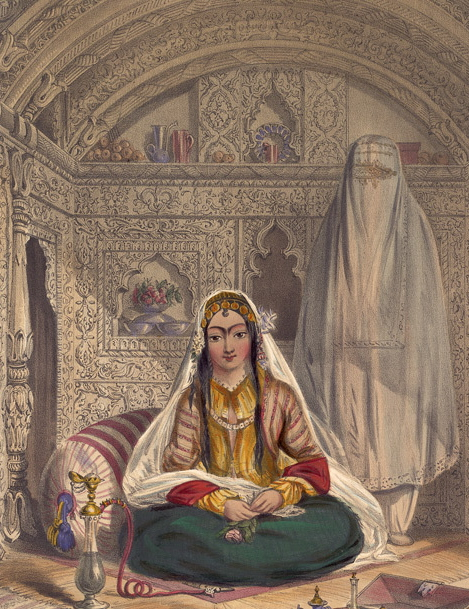
Леді Кабула, картина Джейнса Раттрея 1848 року, показує двох жінок у своїх покоях. Одна з них зняла вуаль

Пурда або Парда (перс. پرده «штора» або «завіса») — морально-етичний кодекс жіночого населення Афганістану, Пакистану, мусульманського населення Північної Індії, а також деяких вищих каст індусів, зокрема раджпутів. 
Суть пурди полягає в практиці повного самітництва жінки, щоб та могла зберігати свою духовну чистоту і цноту. Пурда заснована на ісламських законах про становище жінки в суспільстві та родині, а також споконвічних традиціях народів середньої Азії. Згідно з пурдою, жінка зобов'язана залишатися все життя у стінах свого дому, займатися домашнім господарством, народжувати дітей, бути покірною батькові, чоловікові або братові, а в присутності чоловіків-не родичів обов'язково покривати всі частини тіла, зокрема обличчя — вуаллю.
Пурда стала однією з головних ідеологій ісламістського руху Талібан, і під час завоювання Афганістану таліби вимагали беззаперечного дотримання пурди від усіх жінок (див. Жінки при Талібані).

## Походження

### Доісламські корені
Незважаючи на те, що пурда спирається на ісламські закони про становище жінки, багато істориків стверджують, що практика самітництва жінок завжди існувала серед народів Близького Сходу: друзів, іудеів чи навіть християн. Зокрема, чорна паранджа була розповсюджена на Аравійському півострові до зародження ісламу. Самітництво жінок серед вищих верств існувало у Вавилоні, Перській та Візантійській імперіях до поширення ісламу. Історики вважають, що практика самітництва стала популярною під час арабських завоювань і підкорені народи Середньої Азії, що переходили в ісламську віру, починали надавати самітництву релігійної цінності.

### Поширення
Історики вважають, що пурда існувала в Персії (нині Іран) і була перейнята ісламськими загарбниками в VII столітті. Пізніше, коли вплив Ісламу в Індії почав зростати, самітництво стали практикувати також деякі касти індуїстів. Під час завоювання Індії британськими колоніалістами серед мусульманської меншини вже була повсюдно поширена практика жіночого самітництва.
В наш час[коли?] самітництво розповсюджене в ісламських країнах, зокрема в Середній Азії. Однак традиція повільно слабшає в міру зростання життєвого рівня населення, рівня грамотності та інших критеріїв, як наприклад в Ірані, по суті — на батьківщини пурди. І навпаки, якщо в деяких регіонах трапляються часті збройні конфлікти і зростає вплив ісламістів, то самітництво жінок, навпаки, починає посилюватися. Тому строгість дотримання пурди різниться залежно від регіону. В таких країнах, як Афганістан, Пакистан і Саудівська Аравія самітництво поширюється на абсолютну більшість жіночого населення, також воно швидко набуває популярності у північних регіонах Нігерії, де широким є вплив ісламістського угруповання Боко Харам.

## Суть

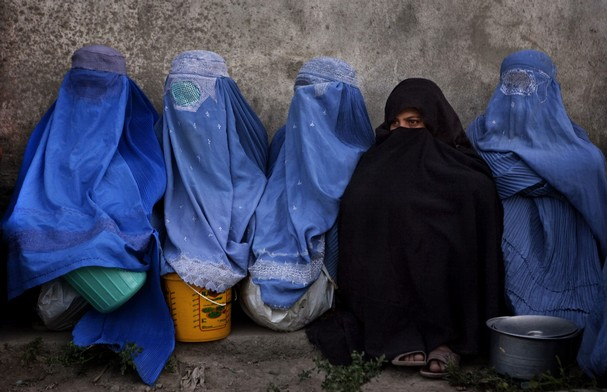
Пурда зобов'язує жінок покриватися поза домом

Деякі вчені припускають, що практика пурди зародилася, як захід для захисту жінки від зовнішнього насильства, але згодом втратила своє первісне значення, дуже обмежуючи свободу і пересування жінок. Інші ж вчені впевнені, що самітництво серед народів середньої Азії існувало фактично завжди, але після поширення ісламу набуло релігійного змісту і таким чином було дуже змінене.
Прихильники пурди розглядають її передусім як символ жіночої гордості, поваги і гідності, надаючи вище місце духовній красі жінки, ніж зовнішній. Часто абсолютне самітництво жінок у сім'ї є показником вищого статусу сім'ї в суспільстві, оскільки жінки не змушені працювати поза домом, щоб прогодувати сім'ю.
Жінки можуть дотримуватися пурди добровільно, виходячи з етичних і релігійних мотивів, наприклад, щоб довести свою прихильність до ісламу і традицій, таким чином підвищуючи свій статус в очах інших або у відповідь на громадський або психологічний тиск, зокрема зі страху бути публічно ображеною або постраждати від насильства. Багато жінок носять вуаль з примусу чоловіків-родичів і через погрози розправи, якщо вони не будуть покриватися. Деякі жінки покриваються, щоб під вуаллю носити модний одяг.

## Наслідки
Сильне обмеження жінки у пересуванні протягом життя чинить на неї сильний психологічний тиск. Її положення перед чоловіком або батьком стає дуже вразливим, вона виявляється безсилою перед постійним насильством та погрозами. Соціологами було підраховано, що коефіцієнт насильства проти жінок пов'язаний з тим, на скільки в даній місцевості поширена пурда. Самітництво часто позбавляє жінку будь-якої медичної допомоги, навіть якщо в селі є поліклініка, і самостійного планування шлюбу. Навіть якщо жінка спробує втекти з села, для неї це буде вкрай складно, оскільки вона зможе покинути село тільки в супроводі чоловіка або чоловіка-родича. Дослідження також показали, що жінки, не зобов'язані дотримуватися пурди, частіше використовують контрацепцію.
Пурда також негативно впливає на розвиток економіки країни, оскільки унеможливлює участь жінок в оплачуваній праці та досягненні економічної незалежності. Роль жінки обмежується веденням домашнього господарства і вирощуванням дітей. Однак у бідних сім'ях заради прожитку багатьом жінкам доводиться ламати традиції, щоб добути додаткові гроші на прожиття і утримання сім'ї. Дослідження показали, що працюючі жінки зустрічаються переважно в найбідніших і неблагополучних сім'ях. Проте навіть у таких випадках для жінок існують жорсткі обмеження щодо вибору професії.
Практика самітництва жінок позбавляє їх права брати участь у політичному житті країни і судових органах. Жінки позбавлені права голосувати, брати участь у політиці, вступати до профспілок і брати участь у суспільних рухах. Внаслідок того, що жінки не беруть участі в політиці, влада слабко або зовсім не робить спроб поліпшити суспільний статус жінок, забезпечити їм доступ до охорони здоров'я, освіти, правосуддя, зайнятості та інших благ. Відсутність жінок у політиці часто зміцнює нерівність статей у країні.

## Політика і глобалізація
На Заході самітництво стало символом утиску жінок та ісламського впливу на західні країни. Питання про заборону паранджі нерідко викликало гарячі суперечки. 2004 року у Франції набув чинності закон, який забороняє носити яскраві релігійні символи, зокрема й паранджу. В Індії та Пакистані, наприклад, серед політиків немає єдиної думки щодо того, чи є паранджа прийнятним одягом для жінок, чи ні.
У Пакистані протягом довгого часу влада проводила курс на зміцнення сімейних і релігійних цінностей серед населення. В країні постійно велась пропаганда, що виправдовувала пурду як захист жіночої честі. В процесі ісламізації права жінок у Пакистані дуже погіршилися. Проте в Пакистані деякі жінки з вищих і середніх класів організували профспілки, які борються за право жінок голосувати, брати участь у політиці та громадському житті країни, однак у них є безліч супротивників з числа ісламістів і релігійних діячів, які оголошують, що вони потрапили під згубний вплив заходу, ставши ворогами ісламу і традицій.
Масова міграція на захід призвела до того, що в Європі і США стали з'являтися мусульманські сім'ї, що практикують жіноче самітництво. Однак на практиці високий рівень життя і свобода слова приводить до того, що пурда починає швидко слабшати, і, як правило, діти і онуки мігрантів (2 і 3 покоління) слабко або зовсім перестають дотримуватися пурди. Деякі доньки іммігрантів, що народилися на заході, добровільно покриваються, щоб продемонструвати свою прихильність до традицій, в інших випадках дівчаток змушують це робити батьки.

## Критика
Прихильники пурди стверджують, що вона є насамперед надійним захистом від вуличного насильства і домагань з боку незнайомих чоловіків. Пурда дозволяє уникати жінці публічної сфери, захищаючи її від небезпек. Також прихильники переконують, що таким чином жінка показує свою честь і духовну чистоту. При цьому критики відзначили, що прихильники цієї думки є переважно чоловіками і під час сексуального насильства схильні звинувачувати жертву замість винуватця.
Також у деяких регіонах, таких як Бангладеш, дотримання пурди передбачає свободу пересування жінок без загрози сексуального насильства, розкриває їм новий доступ до освіти і економічної незалежності. Наприклад, було виявлено, що в селах Бангладеш жінки, що покривають свої обличчя, мають вищий статус і беруть більшу участь у політичному і громадському житті. Проте варто відзначити, що самітництво не поширене так сильно в країні, як наприклад в Афганістані і Пакистані, але також швидко набирає популярності саме через статус.
Пурду переважно критикують через те, що вона обмежує свободу жінки і позбавляє її таких благ, як освіта, охорона здоров'я та участь у політиці. Деякі історики, такі, як Сінг і Рой інтерпретують пурду, як форму абсолютного домінування чоловіків у суспільстві і в той же час абсолютного пригнічення жіночого населення. Елізабет Вайт зазначає, що пурда зміцнює усталені стереотипи в суспільстві, що чоловіки залишаються незалежними та агресивними, а жінки слабкими і безвідповідальними. Джеральд Букс пише, що через пурду жінки змушені жертвувати своєю свободою і комфортом, щоб існувати для задоволення сексуальних потреб свого чоловіка.
Якщо конституція країни зміцнює пурду, що призводить до того, що жінки перестають брати якусь участь у публічній і політичній сфері, в країні зміцнюється жіночий апартеїд. Часто в тих поселеннях і містах, де пурди дотримуються більшість жінок, її недотримання може викликати гнів чоловіків і стати великою небезпекою для жінки. Так, описано випадок, коли в індійському місті Срінагар, де 95 % населення сповідують іслам, 2001 року на чотирьох молодих мусульманок напали, їхні обличчя облили сірчаною кислотою за те, що вони не приховували обличчя на вулиці. Подібні напади стали буденною справою в Афганістані, Пакистані і Кашмірі.